# Jaroslav Wykrent
Jaroslav Wykrent (10. září 1943 Přerov – 12. března 2022) byl český hudební skladatel, textař a hudebník.

## Dráha umělce
V šedesátých letech byl jedním z původních členů hudební skupiny Synkopa, která patřila ke špičce mezi rodícími se big beatovými kapelami té doby. V sedmdesátých letech pravidelně vystupoval v pořadu České televize Můj táta byl.
Po létech aktivního hraní ve skupině Synkopa se proslavil (kromě vlastního hitu „Agnes“ – hudba: Drahoslav Volejníček) především jako dvorní textař a autor Marie Rottrové. Jeho písničky a texty se staly v jejím podání skutečnými hity:
Dne 25. 1. 1999 utrpěl celou sérii mozkových příhod, které zpočátku výrazně omezily jeho vystupování na veřejnosti a úplně mu znemožnily hru na kytaru a na další hudební nástroje. Za značného přispění Marie Rottrové se však dokázal na jeviště vrátit a postupně se stal víceméně pravidelným hostem zpěvaččiných koncertů. Díky „polovičním playbackům“ (a také díky skupině IN BLUE Ivana Němečka) se „live“ vracel k posluchačům i samostatně ve svých občasných recitálech. Zároveň se věnoval moderování pořadů věnovaným hudbě v Českém rozhlase Olomouc. Nadále se též zabýval textařskou prací (např. CD Josefa Streichla „Za dveřmi“ a slova k písním „Ještě se mi nechce“ a „Padesát dva týdnů“ či CD Věry Špinarové „Čas můj za to stál“ a texty „Lži a hraj“ a „Na vlnách prázdných gest“). Přinejmenším za zmínku stojí jeho pravidelná spolupráce s brněnským divadlem Radost a s Těšínským divadlem v Českém Těšíně. Od konce roku 2011 začal Jaroslav Wykrent koncertně spolupracovat s kapelou IN BLUE přerovského muzikanta Ivana Němečka a znovu se začal samostatně „live“ objevovat na všelijakých hudebních akcích. Kromě toho se svým novým kapelníkem vytvořil i autorskou dvojici, která už má na kontě několik nových songů, slavících v současnosti mezi posluchači velké úspěchy – viz třeba písně „Mobil Blues“, „Sáro, Sáro“, „Nebudu“ nebo „Už to prostě není ono“. Všechny tyto kousky lze od října 2014 najít na posledním Wykrentově CD „Už to prostě není ono“, vydaném produkční & uměleckou agenturou Petarda production a.s.

## Tvorba
Mezi jeho známé skladby patří:
- Rikša
- Pohřeb špatného krále
- Bláznova zelená čepička
- Muž se srdcem psa
- Maska č. 6
- Čekám na Johna
- Poslední večeře Páně
- Píseň pro mou Lady
- Žebrácký bál
- Cizí člověk
- Fakir
- O patro níž
- Smrt staré paní
- Směj se, Klaune
- Růžová pentle
- Nauč se počítat do 10

Podílel se na repertoáru Marie Rottrové, jako její dvorní textař a autor. Jeho písničky a texty se v jejím podání staly skutečnými hity:
- Agnes – text (M.R. – sbor)
- Díky, pane Andersen – hudba i text
- Hodina života – text
- Hrej mi – text
- Jizva na dlani – hudba i text
- Knír – text
- Kouzlo bílé růže – text
- Lásko (1974)
- Love’s Prayer – hudba
- Modré oči mládí – text
- Most vzpomínání – text
- Nádražní ráj – text
- Oči – text
- Padá hvězda – hudba i text
- Pan Muž – text
- Pojď – text
- Program 105 – text
- Pyšná dáma – hudba i text
- Růžový kabát – text
- Řeka lásky – hudba i text
- Skořápky ořechů – text
- Slunečnice
- Starý klíč – text
- Střapatá nohatá – hudba i text (1979)
- To nic – hudba i text (1979)
- To vůbec nebolí – text
- Tvůj přítel vítr – text
- Ty, kdo jdeš kolem – hudba i text
- Večerem zhýčkaná – text
- Vrátil se zpátky, ten vánoční čas – hudba i text
- Začínej tam, kde jiný končí – text
- Zvon lásky – text

### Diskografie
- 1977 – Jak vypadá štěstí
- 1997 – Synkopa - Tenkrát ve tři... (1964-1971)
- 2001 – Portréty hvězd - Originální nahrávky
- 2001 – Všechno nejlepší 2CD (výběr)
- 2008 – Pop Galerie (výběr)
- 2009 – Jak vypadá štěstí + bonusy (album z roku 1977)
- 2012 – Jaroslav Wykrent 1 (1967–1975)
- 2012 – Jaroslav Wykrent 2 (1976–1983)
- 2012 – Jaroslav Wykrent 3 (1985–2000)
- 2014 – Už to prostě není ono

### Singly
- 1970 – Agnes / Poslední kytice
- 1973 – Až mi jednou sbohem dáš / Šťastný déšť
- 1974 – Čas / Slepá princezna
- 1975 – Slunečnice / Bělásek
- 1983 – Řada dvacet, číslo pět / Motýl z tvé louky
- 1987 – Copatá / Blues o Evě a džusu
- 1988 – Holka na tři písmena / Sedmnáct

V květnu 2021 vydala společnost Supraphon nový singl Jitky Zelenkové Věř mi, který Jaroslav Wykrent otextoval.

## Ocenění
- Od roku 2009 je držitelem jedné z cen Olomouckého kraje za „Přínos v oblasti kultury“.
- V roce 2014 obdržel ocenění Senior Prix od Nadace Život umělce.[2]
- Dne 1. října 2018 se stal jednou z „Legend nočního proudu“ Dvojky ČRo.